# Hanswerner von Gehr
Han(n)swerner bzw. Hans-Werner Freiherr von Gehr (* 1. März 1912 in Tilsit, Ostpreußen; † 8. Dezember 2005 in Berlin) war ein deutscher Schauspieler und Regisseur.

## Leben
Von Gehr wurde als Sohn eines Großgrundbesitzers geboren. Nach dem Abitur studierte er Theaterwissenschaft und absolvierte die Schauspielschule. Danach war er als Schauspieler und Theaterintendant tätig.
1936/37 wurde er zum Flugzeugführer im Kampfgeschwader 51 ausgebildet. Bei einem Erkundungsflug über der Oblast Moskau landete er 1941 mit seiner Ju 86 entgegen dem Willen der Besatzung auf dem Flugplatz Dubrowitsij (russisch Дубровицы) bei Podolsk, woraufhin er inhaftiert und durch das NKWD zu einer zehnmonatigen Freiheitsstrafe im Staatsgefängnis Bodelka (?) verurteilt wurde. 1942/43 saß er im Kriegsgefangenenlager Krasnogorsk ein, wo er 1943 an der Gründungsversammlung des Nationalkomitees Freies Deutschland teilnahm, für dessen Magazin Freies Deutschland im Bild er tätig war und auch als Agitationssprecher im Rundfunk agierte. 1944 gründete er eine Theatergruppe und bespielte Gefangenenlager. 1948 kehrte er zurück nach Deutschland.
In der DDR war er stellvertretender Intendant von Hanns Anselm Perten am Volkstheater Rostock. Zudem war er Leiter der Berliner Festtage und Kulturattaché der DDR. So war er an der Vorbereitung und Teilnahme von DDR-Filmen an ausländischen Festivals und bei der Organisation der Leipziger Dokumentar- und Kurzfilm-Wochen beteiligt. Materialien aus der Zeit seiner Tätigkeit als stellvertretender Intendant des Volkstheaters Rostock und als Kulturattaché der DDR befinden sich im Archiv Darstellende Kunst der Akademie der Künste in Berlin. In den 1970er und 1980er Jahren spielte er in mehreren DEFA-Produktion mit.
Ab 1985 war er kulturell-geriatrischer Betreuer für die Kursana Residenzen GmbH.

## Filmografie
- 1973: Die Brüder Lautensack
- 1979: Das Ding im Schloß
- 1979: Der Leutnant von Ulm
- 1979: Die lange Straße
- 1980: Gevatter Tod
- 1981: Abgefunden
- 1982: Märkische Forschungen
- 1986: Claire Berolina
- 1986: Der Bärenhäuter
- 1986: Polizeiruf 110 – Gier
- 1987: Der Freischütz in Berlin